# Лингельбах, Иоганн
Иоганн, или Йоханнес, Лингельбах (нем. Johann(es) Lingelbach; 10 октября 1622, Франкфурт на Майне — 3 ноября 1674, Амстердам) — голландский живописец Золотого века голландской живописи немецкого происхождения. В Риме примыкал к группе художников «бамбоччанти».

## Биография
Лингельбах родился во Франкфурте-на-Майне, в семье немецкого трактирщика Давида Лингельбаха, который в 1636 году поселился в Амстердаме со своей женой и детьми. Вместе с сыном Филиппом он обустроил сад астрономическими часами и машинами, которые могли двигаться или играть музыку и изображать библейские или мифологические сцены.
Живописи Иоганн начал учиться в Голландии, затем, между 1642 и 1644 годами, жил в Париже и переехал в Лион, с 1644 года — в Италии. Во время пребывания в Риме сблизился с художниками группы бамбоччанти. В Риме Лингельбах также сотрудничал с художниками общества «Перелётные птицы» (Bentvueghels) — сообществa, или «братствa», иностранных художников, прибывавших в католический Рим из северных стран (главным образом из Нидерландов и Германии).
В июне 1650 года Лингельбах вернулся в Голландию. В 1653 году он женился в Амстердаме. Около 1662 года Лингельбах жил в Реестраате, маленькой улице возле Принсенграхта. Его дети были крещены в лютеранской церкви. Он был дружен с Карелом Дюжарденом, Юргеном Овенсом.
Лингельбах скончался 3 ноября 1674 в Амстердаме и был похоронен в лютеранской церкви на Сингелe.

## Творчество
Иоганн Лингельбах, предположительно, был учеником Филипса Вауэрмана, и в его живописи заметно влияние пейзажей Ваувермана. Мастерство Лингельбаха в живописи бытового жанра не менее совершенно, чем его умение в изображениях архитектурных и природных объектов. Художника часто приглашали писать фигуры и животных в пейзажах других художников, в частности Яна Вейнантса, Хендрика Якобса Дуббельса, Яна Хаккерта, Мейндерта Хоббемы и Яна ван дер Хейдена.
Архитектурные пейзажи Лингельбаха во многом схожи с картинами другого бамбоччанти, Вивиано Кодацци, известного ведутиста. В то же время картины Лингельбаха с их эффектами света и тени написаны гораздо свободнее, чем у Кодацци.
Некоторые из живописных произведений Лингельбаха римского периода ранее приписывали лидеру группы «бамбоччанти» Питеру ван Лару, но теперь они по праву считаются работами Лингельбаха, например, его «Сцена на римской улице с игроками в карты». Они также демонстрируют некоторое влияние Караваджо.
Картины И. Лингельбаха хранятся во многих картинных галереях Европы. В санкт-петербургском Эрмитаже хранятся семь картин Лингельбаха, не считая написанных фигур в картинах других художников.

## Галерея

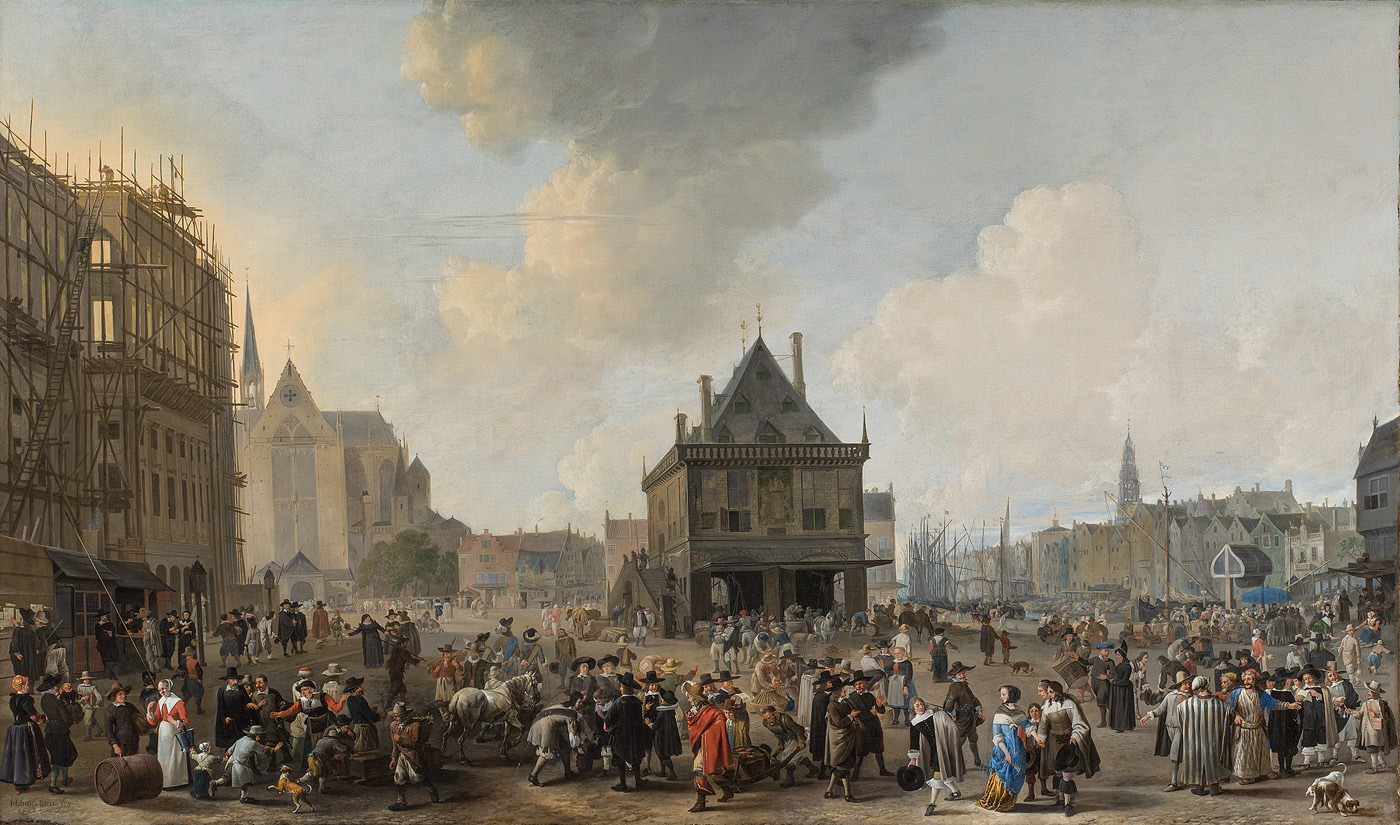
Площадь Дам с рыбным рынком и строящейся новой Ратушей. 1656. Холст, масло. Исторический музей, Амстердам
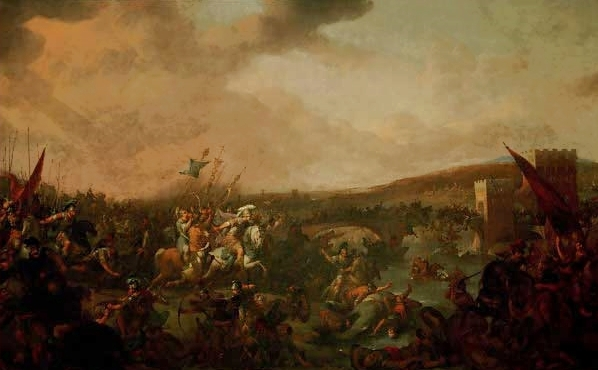
Битва на Мульвиевом мосту. Ок. 1650. Холст, масло. Местонахождение неизвестно
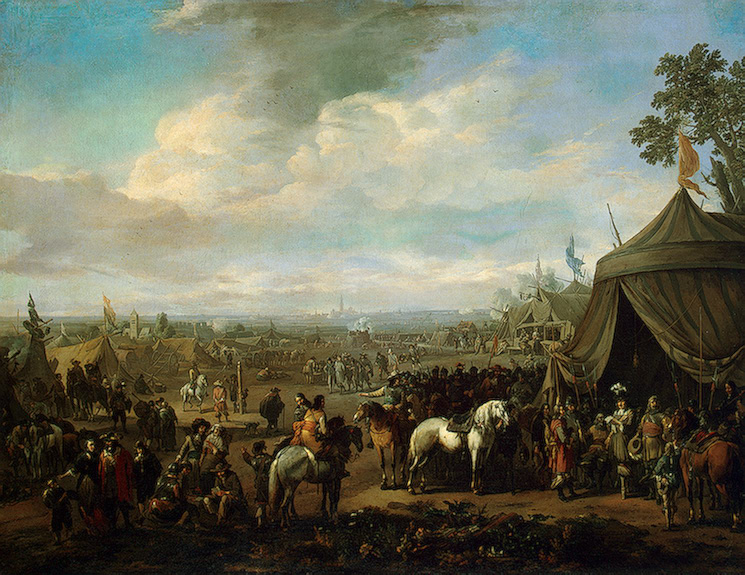
Фламандский город, осаждённый испанскими солдатами. Ок. 1640. Холст, масло. Государственный Эрмитаж, Санкт-Петербург
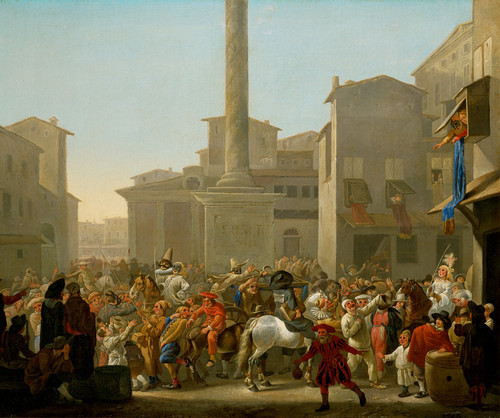
Карнавал в Риме. Ок. 1650. Холст, масло. Музей истории искусств, Вена
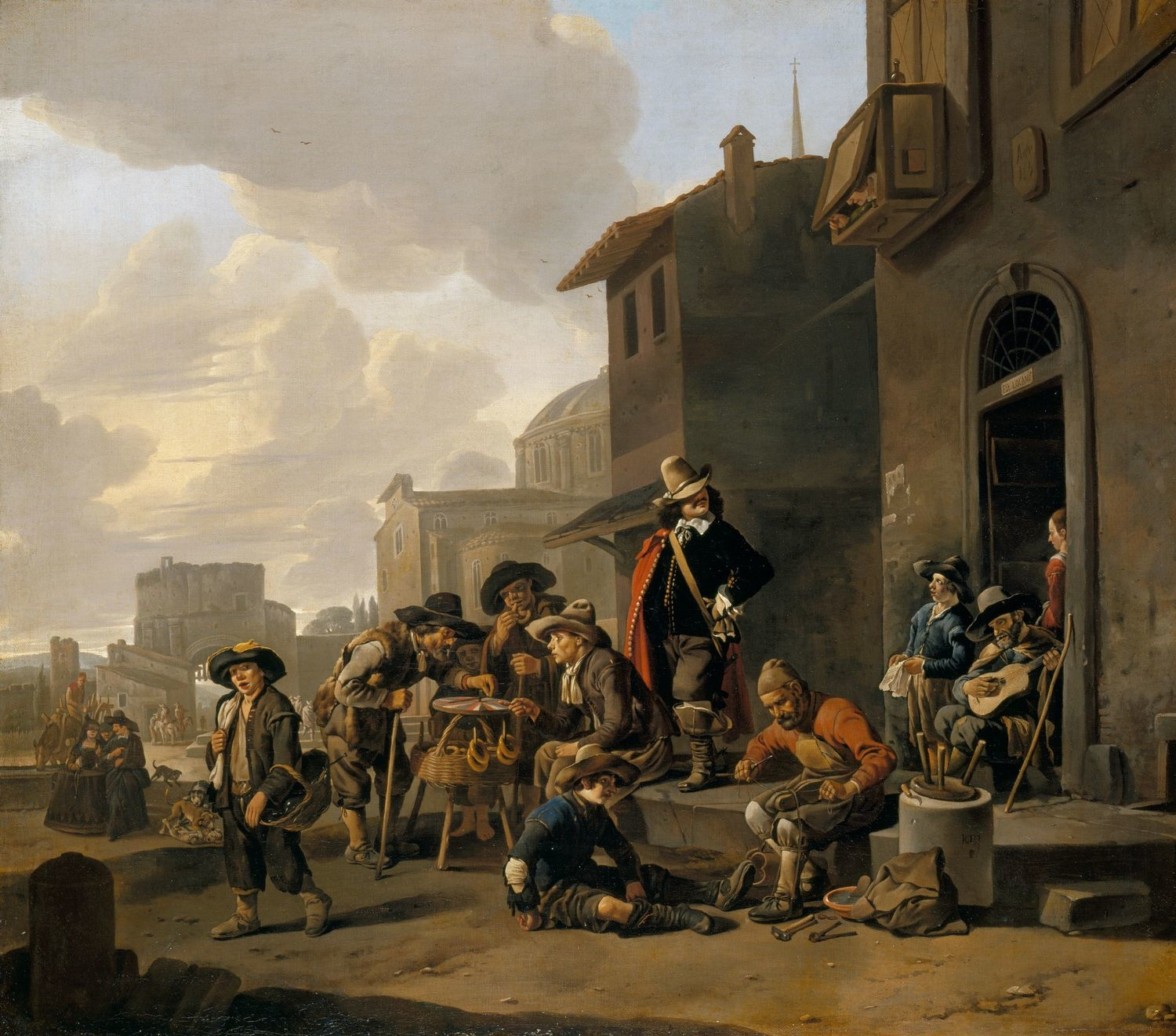
Фигуры перед постоялым двором с видом на площадь Пьяцца дель Пополо, Рим. Ок. 1650. Холст, масло. Королевская коллекция, Великобритания
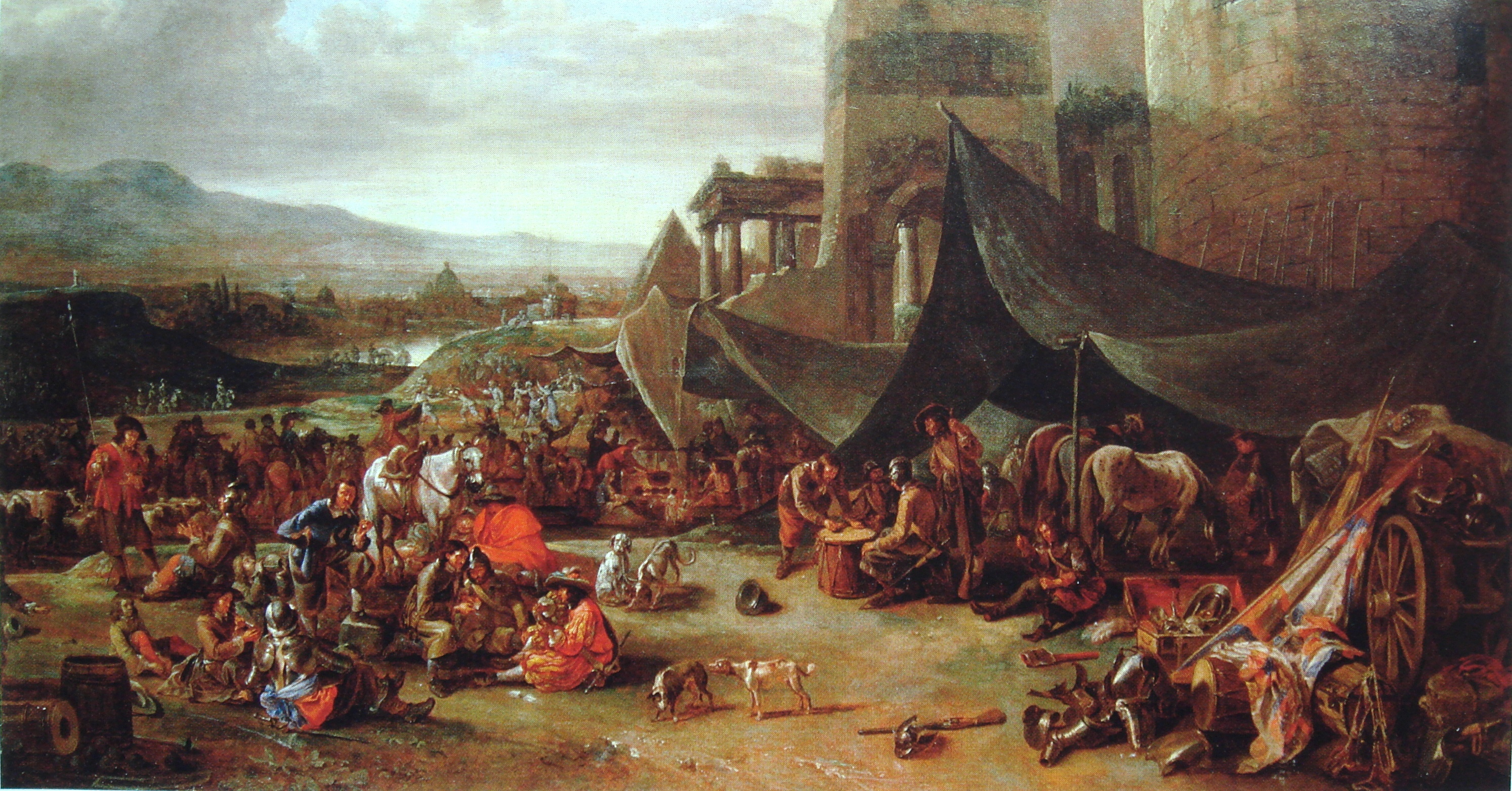
Разорение Рима в 1527 году
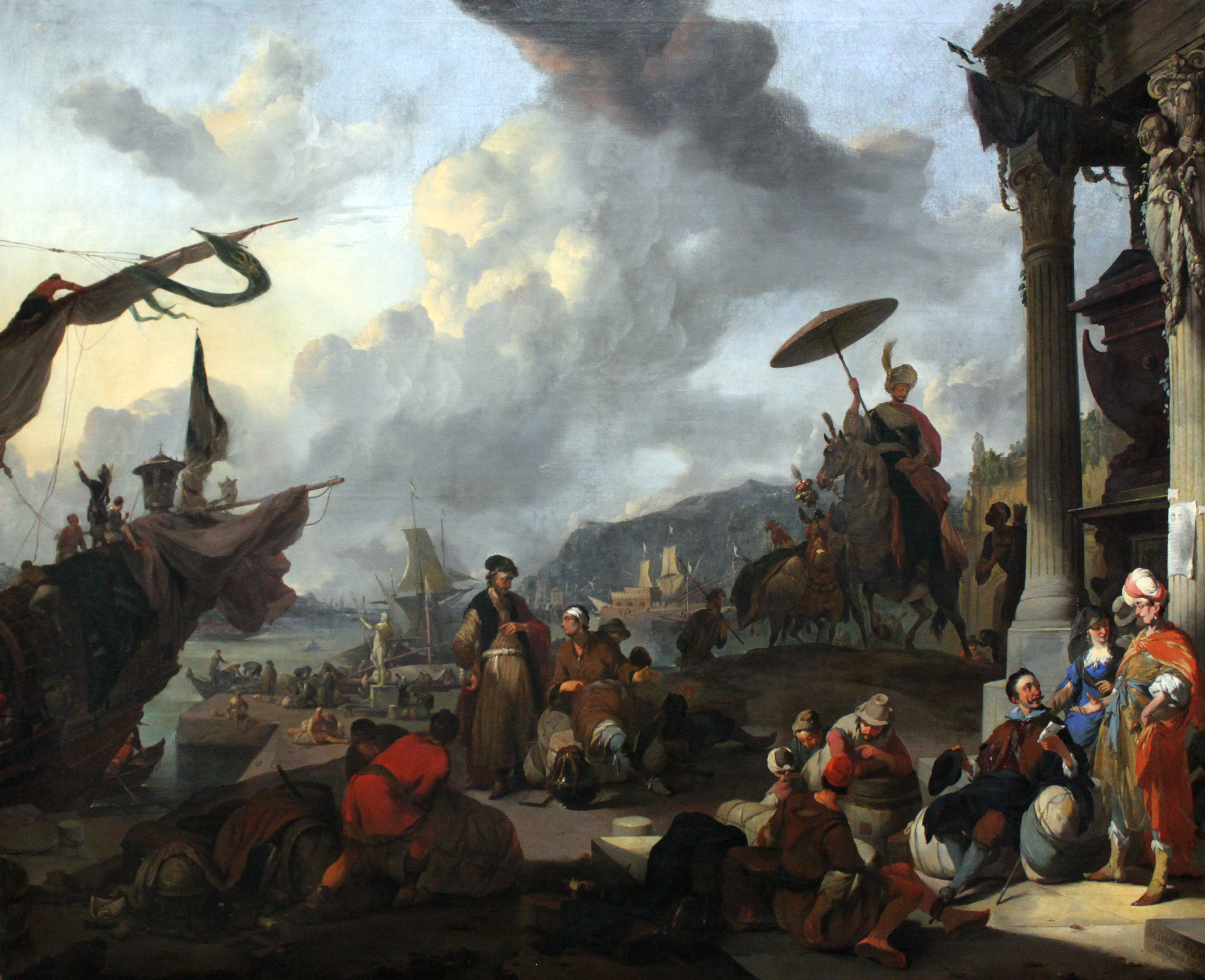
Средиземноморская гавань. 1669. Холст, масло. Штеделевский художественный институт, Франкфурт-на-Майне